# Kanada na Zimních olympijských hrách 1924
Kanada se účastnila Zimní olympiády 1924. Zastupovalo ji 12 sportovců (11 mužů a 1 žena) v 3 sportech.

## Medailisté
| Medaile | Jméno | Sport       | Soutěž      |
| ------- | --- | ----------- | ----------- |
| Zlato   | Jack Cameron Ernie Collett Albert McCaffery Harold McMunn Dunc Munro William Ramsay Cyril Slater Hooley Smith Harry Watson | Lední hokej | Turnaj mužů |